# Selenguinsk
Selenguinsk (en russe : Селенгинск) est une commune urbaine de la république de Bouriatie, en Russie. Sa population s'élève à 14 548 habitants en 2010.

## Géographie
Selenguinsk se trouve dans le sud de la Sibérie, près de la rivière Selenga, à 60 km à l'ouest d'Oulan-Oude et à 50 km des rives du lac Baïkal.

## Population
Recensements (*) ou estimations de la population  :
| 1970* | 1979*  | 1989*  | 2002*  | 2010*  |
| ----- | ------ | ------ | ------ | ------ |
| 9 258 | 13 000 | 15 223 | 16 326 | 14 548 |

## Économie
Selenguinsk possède un Combinat de cellulose et de carton (Tsellioulozno-kartonny Kombinat, TsKK), mis en service en 1973, qui a été une grave source de pollution pour le lac Baïkal. La première station d'épuration construite en 1989 a permis de réduire considérablement les rejets dans le lac, mais la pollution de l'air subsiste.

### Transport
La ville est desservie par la P258 et par le Transsibérien avec la gare de Selenga.

## Personnalités
- Boris Melnikov (1896-1938), haut fonctionnaire de l'Internationale communiste (OMC)
- Demian Mnohohrichny, hetman cosaque, vioïvode de Bouriatie[4].